# Sebastián López de Velasco
Sebastián López de Velasco (Segòvia, 1584 - Granada, 1659) fou un compositor castellà.
Cultivà el gènere religiós. Té obres en l'Arxiu de Música de El Escorial. A partir del 1628 va ser racioner i organista de la catedral de Granada. La seva obra més destacada fou un Llibre de Misses i motets (1628), així com d'altres d'arranjades.